# Schieson Trevisan
Lo Schiesón Trevisàn (IPA: /stʃeˈzon treviˈzan/, in veneto) è un almanacco contenente informazioni su sagre, fiere, mercati, computo ecclesiastico, feste mobili, curiosità varie legate per lo più al mondo della campagna, lune, vini, agricoltura tradizionale, astrologia, e zodiaco.
È considerato uno dei più antichi in quanto edito per la prima volta nel 1744 in Treviso da Giovanni Anastasio Pozzobon, ma compilato con il nome di "Schieson de Casacorba" a partire dal 1717.
È a tutt'oggi pubblicato annualmente.

## Storia

### Schieson de Casacorba
Il nome dell'almanacco deriva probabilmente dal termine veneto s-cesón (ovvero s-cessón, pisolèra e bessolèr) per indicare il Celtis australis, l'albero che in italiano è detto "bagolaro" o "schiacciasassi".
Un primo almanacco, lo Schieson de Casacorba, è stato redatto a partire dal 1717 da un prete di Casacorba, poco distante da Treviso, il quale, ispirandosi ai discorsi dei parrocchiani uditi sotto l'ombra del grande albero che cresceva davanti alla chiesa del paese, amplificava in questo modo le chiacchiere e le critiche della gente comune.
Come i rami flessibili del bagolaro servivano a produrre fruste, così lo Schieson si proponeva di bacchettare bonariamente i vizi più comuni.

### Schieson Trevisan
A partire dal 1744 il poeta dialettale Giovanni Pozzobon cominciò a pubblicare un proprio almanacco, lo “Schieson Trevisan”: come nel primo Schieson, assieme al calendario-lunario, troviamo un breve componimento, il "Pronostego" (pronostico) o poesia sull'anno, ricca di ironia e battute di spirito.
Come scrisse Bartolommeo Gamba, il "popolare libretto" era pieno di "buoni morali insegnamenti, giammai contraddelti da verun'espressione sfuggitagli in offesa della Religione o della decenza".
Vista la grande fortuna (i poligrafi ottocenteschi arrivano a ipotizzare l'incredibile numero di 80000 copie, in seguito ridimensionato ad 8000), Pozzobon ottenne nel 1774 dal Senato veneto un privilegio esclusivo: incominciavano infatti a circolare altri almanacchi dello stesso genere (famosi quelli di Tito Livio Cianchettini e "La torre de Noal" di Pietro Brunati).
Dopo la morte del Pozzobon, nel 1785, spirato il privilegio, il termine Schieson divenne sempre più sinonimo di almanacco, lunario: se il figlio del Pozzobon, Antonio, continuò l'opera paterna pubblicando lo "Schiesoncin" (in seguito il nome mutò anche in "Schieson Trevisan senza parrucca" e "Schieson Pronostego"), si diffusero almanacchi come lo "Schieson con la scuffia", già pubblicato nel 1754, il "Bufon Trevisan" stampato a Venezia già nel 1757, o lo "Schieson venezian".
Il terzo grande lunarista fu Vincenzo Bernardi, che provvide alla compilazione dal 1813 al 1834.
Come vari letterati si scambiarono la maschera di Bepo Gobo da Casier (questo è il nome del mago raffigurato poco sotto il nome dell'almanacco nonché autore nominale del Pronostego), vari editori si succederono nella stampa dello Schieson Trevisan: verso la metà dell'800 venne stampato dalla famiglia Remondini a Bassano del Grappa, finché alla fine dell'800 il marchio fu rilevato dalla Tipografia di Luigi Zoppelli, oggi Arti Grafiche Zoppelli.
Nel 2024 la proprietà dello Schieson è stata acquisita dall'Associazione Internazionale Trevisani nel Mondo.

### Lo Schieson oggi
Lo Schieson è oggi un simbolo importante della cultura, del mondo agricolo e dell'identità locale e continua ad essere diffuso sia in ambito locale che internazionale (lo Schieson del 2010 ha avuto oltre 600000 lettori).

## Redattori
- Giovanni Anastasio Pozzobon, detto "Schieson" (1744-1785)
- Antonio Pozzobon, detto "Schiesoncin" (1785-...)
- Vincenzo Bernardi, (1813-1834)
- Carlo Agnoletti
- Augusto Serena, il primo ad utilizzare il nome di "Bepo Gobo da Casier" (1942-1944)
- Gino Tommaselli "Cafè nero"
- Giuseppe Maffioli
- Emanuele Bellò